# Lamium garganicum
Espèce
Classification phylogénétique
Statut de conservation UICN

 LC  : Préoccupation mineure
 France 
Lamium garganicum, le lamier à grandes fleurs ou ortie morte, est une espèce de plantes à fleurs  de la famille des Lamiaceae. C'est une plante herbacée vivace trouvée en région méditerranéenne.

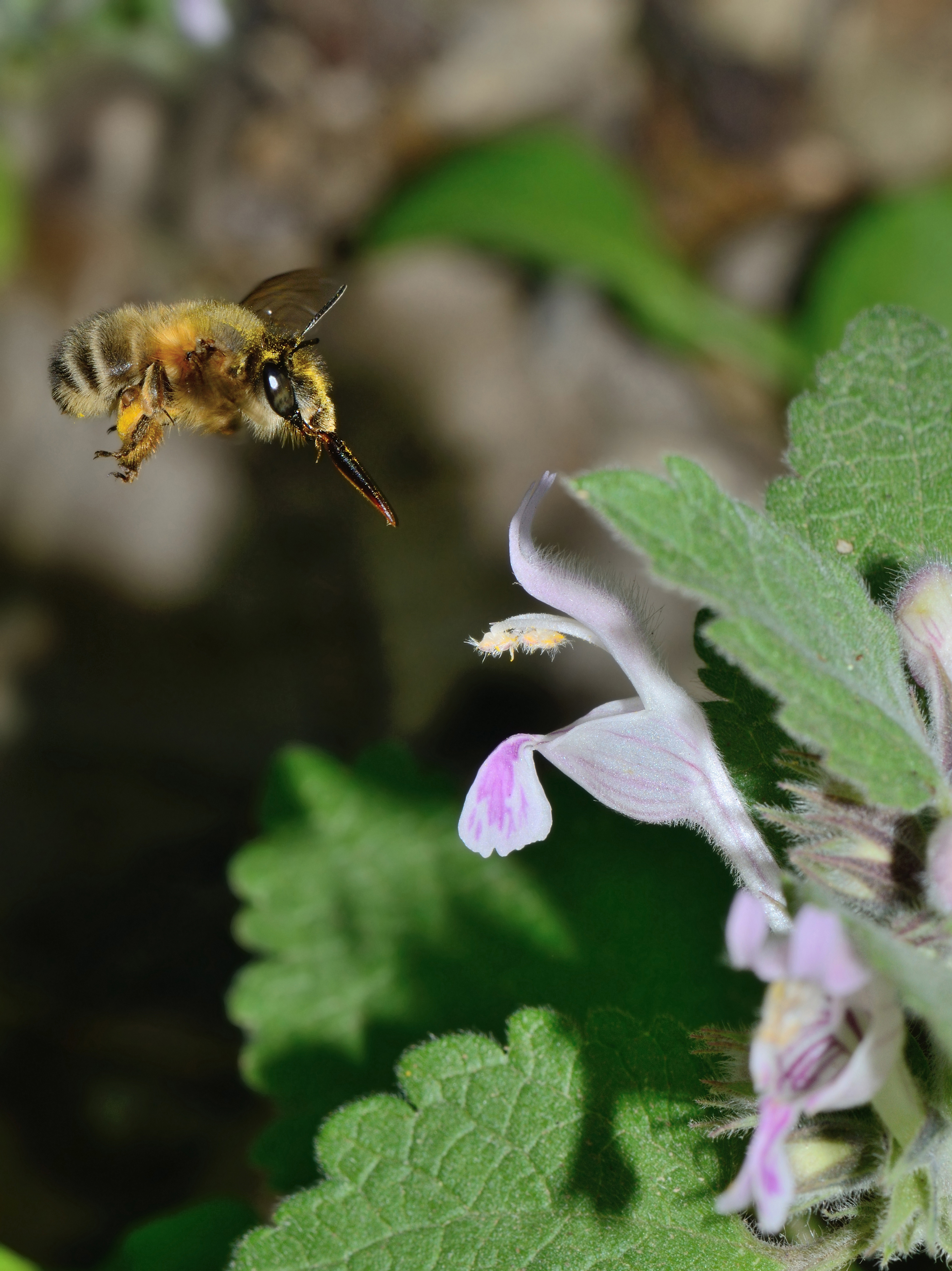
Tube de la corolle droit, fleur recevant la visite d'une abeille sauvage du genre Anthophora.

## Description
La plante présente de grandes fleurs dont le tube de la corolle est droit et non courbé comme chez Lamium maculatum.

## Distribution
On la trouve dans les montagnes des régions entourant la Méditerranée (en France, Alpes du Sud surtout, Pyrénées, massif des Corbières).

## Statuts de protection, menaces
L'espèce n'est pas considérée comme étant menacée en France. En 2021, elle est classée Espèce de préoccupation mineure (LC) par l'UICN.
Toutefois localement l'espèce peut se raréfier : elle est considérée Vulnérable (VU) en Rhône-Alpes.

## Sous-espèces
- Lamium garganicum subsp. corsicum L.
- Lamium garganicum subsp. garganicum L. - basionyme : Lamium grandiflorum Pourr.
- Lamium garganicum subsp. striatum